# Cruzilles-lès-Mépillat
Cruzilles-lès-Mépillat es una comuna francesa situada en el departamento de Ain, de la región de Auvernia-Ródano-Alpes.

## Demografía
| 513 | 515 | 477 | 500 | 580 | 651 | 743 | 831 | 880 |
| Para los censos de 1962 a 1999 la población legal corresponde a la población sin duplicidades (Fuente: INSEE [Consultar]) |     |     |     |     |     |     |     |     |